# Андреев, Игорь Валерьевич
И́горь Вале́рьевич Андре́ев (род. 14 июля 1983 года в Москве, СССР) — российский теннисист и тренер, заслуженный мастер спорта России. Обладатель Кубка Дэвиса 2006 года в составе сборной России, победитель 4 турниров ATP (3 — в одиночном и 1 — в парном разряде), четвертьфиналист Открытого чемпионата Франции в 2007 году.

## Общая информация
В теннис начал играть в семь лет в спортивном центре Спартак. Отец Валерий — бизнесмен. Мать Марина — домохозяйка. Есть младший брат Никита, который также играет в теннис.
Попал в теннис случайно, родители его отдали в теннис, потому что летом, когда они решили отдать его в спорт принимали только в теннисную секцию. По совету мамы Марата и Динары Сафиной Раузы Ислановой в возрасте 15 лет переехал в Валенсию, где он продолжил тренировки.
Игорь говорит на трех языках (русский, английский, испанский). Увлекается хоккеем и болеет за команду Динамо Москва
Любимый игрок в юности Андре Агасси.
Встречался с теннисисткой Марией Кириленко, с которой также выступал в миксте.
В 2007 году получил награду ATP возвращение года.

### Инвентарь
Одежда — Sergio Tacchini. Обувь — Babolat All-Court III. Ракетка — Babolat Aero Pro Drive GT.

## Спортивная карьера

### Начало карьеры
Андреев начал профессиональную карьеру в 2002 году. Летом того года он выиграл три турнира из серии «фьючерс». В апреле 2003 года выигрывает ещё один. Летом 2003 года выходит в финал на двух турнирах серии «челленджер» в Хельсинки и Тампере.
В сентябре Андреев дебютировал в ATP-туре в Бухаресте. В первом раунде он одержал победу над первым сеяным россиянином Николаем Давыденко 7-5, 6-7(1), 6-0, однако уже в следующем раунде проиграл Хосе Акасусо. В этом же месяце сыграл на турнире в Палермо и на Кубке Кремля. В Москве Игорь победил первого сеяного Шенга Схалкена 6-3, 6-1, Ивана Любичича 6-4, 7-6(7) и впервые достиг стадии четвертьфинала, где проиграл Полю-Анри Матьё 6-2, 3-6, 5-7. Это позволило Игорю впервые в рейтинге войти в первую сотню. В октябре 2003 года на турнире в Санкт-Петербурге россиянин одержал верх четвёртым сеяным белорусом Максимом Мирный 6-4, 7-6(1). Во втором круге Андреев проиграл Саргису Саргсяну 3-6, 2-6.
Сезон 2004 года начинает с выхода в четвертьфинал на турнире в Ченнае. Первым для Андреева турниром Большого шлема стал Открытый чемпионат Австралии в 2004 году, где в первом раунде он уступил Оливье Патьянсу 6-4, 6-4, 6-7(4), 1-6, 2-6. В феврале впервые получил приглашение сыграть за сборную России в первом раунде Кубка Дэвиса 2004 года против сборную Беларуси.
Вплоть до Открытого чемпионата Франции Андреев не проходил первых раундов на соревнованиях ATP-тура.
Но на дебютном для себя Открытом чемпионате Франции тем не менее ему удалось выступить хорошо и дойти до четвёртого раунда. В матче второго раунда он переиграл прошлогоднего чемпиона и № 4 в мировом рейтинге Хуана Карлоса Ферреро 6-4, 6-2, 6-3. Уступил он только будущему чемпиону этого турнира Гастону Гаудио 4-6, 5-7, 3-6. На травяном турнире в Лондоне в матче второго раунда он переиграл кумира своего детства Андре Агасси 4-6, 7-6(2), 7-6(3) и в итоге дошёл до четвертьфинала. Уимблдонский турнир сложился для россиянина не очень удачно, он уступил уже во втором круге чилийцу Фернандо Гонсалесу 5-7, 3-6, 7-5, 7-6(4), 3-6.
В июле 2004 года Андреев впервые сыграл в финале турнира ATP в Гштаде. На пути к финалу россиянин обыграл Андреаса Сеппи, Альберта Косту, Рубена Рамиреса Идальго и Райнера Шуттлера. В финале он встретился № 1 в мировом рейтинге Роджером Федеререм и проиграл ему 2-6, 3-6, 7-5, 3-6.
На турнире в Амерсфорте он вышел в четвертьфинал. В августе выступил на первых для себя Летних Олимпийских играх в Афинах. В одиночном разряде он вышел в третий раунд, где проиграл будущему чемпиону чилийцу Николасу Массу 3-6, 7-6(4), 4-6. В парном разряде, выступая с Николаем Давыденко, выбывает во втором раунде. На дебютном Открытом чемпионате США выбывает в первом раунде, уступив Фернандо Вердаско 3-6, 4-6, 6-4, 6-2, 5-7.
В сентябре в Бухаресте Игорь Андреев выходит во второй финал в сезоне. В решающем матче он уступил Хосе Акасусо 3-6, 0-6. В паре с Николаем Давыденко выигрывал Кубок Кремля в октябре 2004 года. В 2004 году Игорь Андреев впервые в своей карьере вошёл в список 50 лучших игроков мира. По итогам года Игорь выиграл 28 матчей.

### 2005—06
Начало сезона 2005 года у Андреева сложилось не лучшим образом. Лучшим результатом стал выход в третий раунд турнира серии Мастерс в Майами. Перейдя в апреле на грунт Андреев сразу же сумел добиться успеха. Свой первый титул в одиночном разряде он завоевал, выиграв турнир в Валенсии. В финале россиянину противостоял хозяин соревнований Давид Феррер 6-3, 5-7, 6-3, а в четвертьфинале Андрееву удалось одержать верх над четвёртой ракеткой мира Рафаэлем Надалем. После этого поражения Надаль начал серию беспроигрышных матчей на грунте, которая длилась более двух лет и была прервана только Роджером Федерером в мае 2007 года.
Несмотря на эту победу, дальнейшие результаты Андреева в грунтовой части сезона были не очень положительными. Лишь на Открытом чемпионате Франции ему удалось одержать две победы подряд и выйти в третий раунд. Такого же результата он достиг на Уимблдонском турнире, где уступил только № 4 Энди Роддику. Наконец-то выйти в четвертьфинал ему удается в августе на турнире в Сопоте. Того же результата он достигает в Нью-Хейвене. Успешно ему удалось выступить в осенью 2005 года. Сначала он выходит в финал турнира в Бухаресте. В четвертьфинале того турнира он обыграл игрока первой десятки Мариано Пуэрта 4-6, 6-1, 6-1, а в титульном матче проиграл Флорану Серра 3-6, 4-6. Через две недели ему удается реабилитироваться и выиграть титул ATP. Произошло это на турнире в Палермо. В финале Андреев выиграл у Филиппо Воландри, проиграв первый сет в сухую 0-6 и выиграв последующие 6-1, 6-3. В октябре на Кубке Кремля Андреев завоевал свой третий и как оказалось последний титул на турнирах ATP-тура. Его соперником по финалу стал Николас Кифер и Андреев обыграл немца 5-7, 7-6(3), 6-2. Сезон он завершает на 26-м месте.
В январе 2006 года Игорь вышел в финал турнира в Сиднее. В решающем матче он проиграл Джеймсу Блейку 2-6, 6-3, 6-7(3). На Открытом чемпионате Австралии он выходит в третий раунд, где проигрывает Доминику Хрбаты. В марте на турнире Мастерс в Индиан-Уэллсе в матче третьего раунда обыграл № 3 Энди Роддика 6-4, 6-7(5), 6-1 и вышел в четвертьфинал. Там он проиграл Джеймсу Блейку 1-6, 4-6. В апреле был вынужден прекратить выступления из-за травмы колена. Вернутся в тур получилось только в самом конце октября. Из-за столь продолжительной паузы в рейтинге Андреев опустился на 91-е место по итогу сезона.

### 2007—08

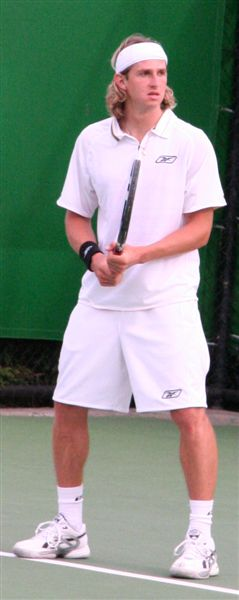
Андреев на Открытом чемпионате Австралии 2007

В начале 2007 года Андреев в рейтинге покинул первую сотню. В конце января вышел в четвертьфинал на турнире в Винья-дель-Мар. По ходу первой части сезона Андреев опускался в рейтинге даже в третью сотню. На Открытом чемпионате Франции в матче первого раунда он переиграл № 3 Энди Роддика 3-6, 6-4, 6-3, 6-4. Затем им были обыграны Николас Массу, Поля-Анри Матьё и Маркоса Багдатиса. В итоге Андреев впервые вышел в четвертьфинал турнира серии Большого шлема. В борьбе за выход в полуфинал он уступил № 6 Новаку Джоковичу 3-6, 3-6, 3-6. В июле на турнире в Гштаде выиграл № 7 в мире Ришара Гаске и вышел в полуфинал. На турнирах в Амерсфорте, Сопоте, Нью-Хейвене, Меце и Москве дошёл до четвертьфинала. Заняв по итогу сезона 2007 года 33-е место в рейтинге он получил награду ATP Возвращение года.
На Открытом чемпионате Австралии 2008 года результат Андреева третий раунд. В феврале он выходит в четвертьфинал на турнире в Буэнос-Айресе. В марте на турнире в Дубае Выиграл у № 8 Ришара Гаске 6-3, 6-4 и поал в четвертьфинал, где проиграл Новаку Джоковичу 2-6, 1-6. В марте также до четвертьфинала ему удается дойти на Мастерсе в Майами. На грунтовом Мастерсе в Монте-Карло ему также удалось выйти в четвертьфинал. В мае в составе команды России выходит в финал Командного кубка мира. В июле сыграл в финал в Гштаде, где уступает румыну Виктору Ханеску 3-6, 4-6. Затем ему удается выйти во второй финал подряд. Произошло это на турнире в Умаге, где в решающей встрече он уступает Фернандо Вердаско 6-3, 4-6, 6-7(4). В августе принимает участие во вторых в своей карьере Олимпийских играх в Пекине. В одиночном турнире выбыл на стадии третьего раунда, уступив будущему чемпиону Рафаэлю Надалю 4-6, 2-6. В парном разряде вместе с Николаем Давыденко дошёл до четвертьфинала.
После Олимпиады вышел в четвертьфинал в Нью-Хейвене. На Открытом чемпионате США смог выйти в четвёртый раунд, обыграв Марка Жикеля, Жереми Шарди и Фернандо Вердаско. Проиграл на турнире он в борьбе его победителю Роджеру Федереру 7-6(5), 6-7(5), 3-6, 6-3, 3-6. В октябре вышел в четвертьфинал турнира в Базеле. Стабильная игра по ходу сезона помогает Андрееву достигнуть высшей в карьере строчки в рейтинге — 18-го места (3 ноября 2008). По итогам сезона он занял 19-ю позицию.

### 2009—10

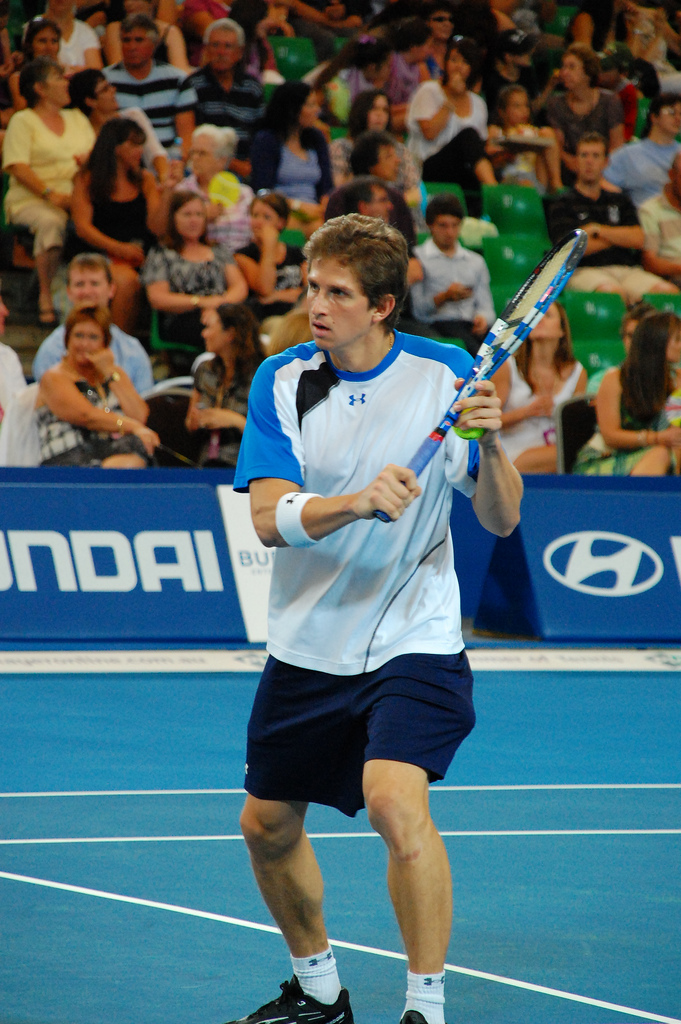
Андреев на Кубке Хопмана 2010

На Открытом чемпионате Австралии 2009 года доходит до третьего раунда. В феврале вышел в четвертьфинал в Дубае. В апреле Андреев вышел в полуфинал на турнире в Касабланке. На Открытом чемпионате Франции доходит до третьего раунда, где проигрывает № 5 Хуану Мартину дель Потро. На Уимблдонском турнире он впервые выходит в четвёртый раунд. В июле на турнире в Гштаде смог дойти до полуфинала. Такого же результата в конце августа он добился на турнире в Нью-Хейвене. На Открытом чемпионате США неожиданно выбыл уже в первом раунде, уступив игроку из третьей сотни Джесси Уиттену 4-6, 0-6, 2-6. Дальнейшую концовку сезона провел ужасно одержав всего одну победу, а проиграв 6 встреч.
На Открытом чемпионате Австралии 2010 года жребий уже в первом раунде свёл Андреева с Роджером Федерером, которому россиянин уступил, сумев выиграть один сет 6-4, 2-6, 6-7(2), 0-6. В феврале он выходит в полуфинал в Коста-де-Суипе и четвертьфинал в Буэнос-Айресе. Следующий раз в четвертьфинал попадает в мае на турнире в Белграде. Открытый чемпионат Франции ему пришлось пропустить. Возвращение в тур пришлось на Уимблдонский турнир, где он проиграл в первом раунде немцу Даниэлю Брандсу. В июле вышел в четвертьфинал в Гштаде. На Открытом чемпионате США проиграл во втором раунде Гаэлю Монфису 3-6, 4-6, 3-6. К этому моменту Андреев в рейтинге вылетел из первой сотни. В сентябре выступал параллельно на «челленджерах» и в Щецине смог дойти до финала. Пробившись через квалификацию на турнир в Куала-Лумпуре, смог выйти в полуфинал. Во втором раунде он обыграл № 6 Николая Давыденко 7-6(5), 5-7, 6-3. Это выступление позволило ему вернуться в первую сотню.

### 2011—13

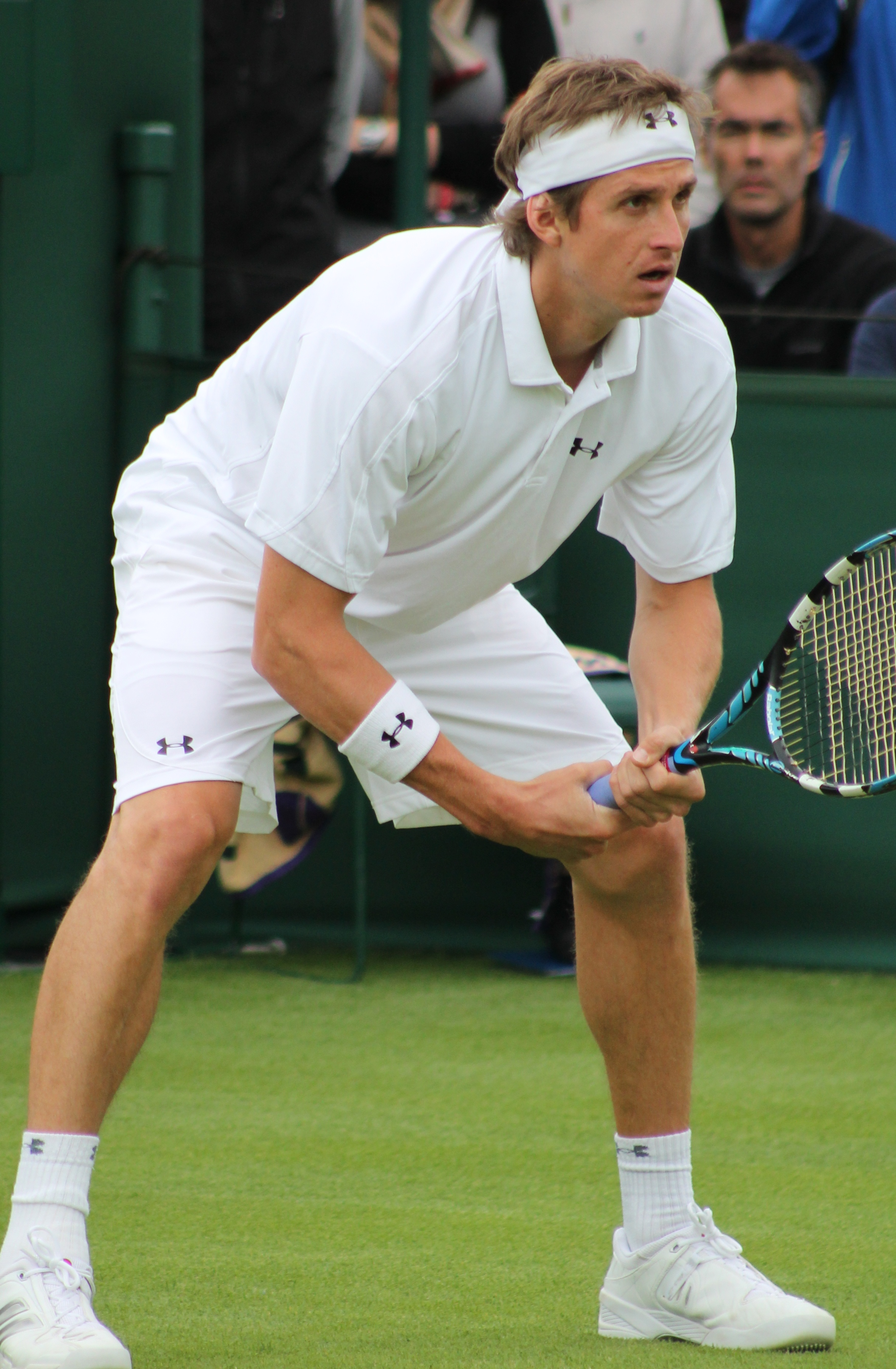
Андреев в последней в карьере игре на Уимблдонском турнире 2013

На Открытом чемпионате Австралии проигрывает во втором раунде № 14 Николасу Альмагро в матче, который длился почти 4 часа 5-7, 6-2, 6-4, 6-7(10), 5-7. Такой же результат у него и на Открытом чемпионате Франции и на Уимблдонском турнире. За весь сезон лучшим для него результатом стал выход в третий раунд в Уинстон-Сейлеме. 2011 год Игорь закончил за пределами первой сотни мирового рейтинга впервые за 9 сезонов.
2012 год начинает с выступления на турнире в Брисбене куда он отобрался через квалификацию и в итоге остановился во втором раунде. Практически на все турниры ему приходится из-за низкого рейтинга пробиваться через квалификационный отбор. На Открытый чемпионат Австралии ему пробиться не удалось. В феврале на турнире в Буэнос-Айресе, выиграв 5 матчей подряд (начиная с трёх раундов квалификации) дошёл до четвертьфинала. В марте, выступая на «челленджеру» в Далласе выходит в финал, где проигрывает Фрэнку Данцевичу 6-7(4), 3-6. Это позволило Андрееву на время вновь вернуться в Топ-100. В апреле в Касабланке смог выйти впервые за два года в полуфинал на турнире ATP. На Открытом чемпионате Франции уступил в первом раунде Яркко Ниеминену. На Уимблдонском турнире проиграл во втором раунде, а на Открытом чемпионате США вновь в первом раунде.
Завершить сезон 2012 года Игорь не смог из-за травмы плеча. Возвращение на корт состоялось в апреле 2013 года. Игра к Андрееву так и не вернулась и он проигрывал на всех турнирах в которых участвовал ещё в квалификации. Получив приглашение в основную сетку Уимблдонского турнира Игорь Андреев сыграл в первом раунде против Лукаша Кубота и проиграл 1-6, 5-7, 2-6. Уже позже осенью 2013 года выяснилось, что этот матч стал последним в его профессиональной карьере. Андреев сделал заявление о завершении карьеры.
"Время идёт, карьера заканчивается. Я после «Уимблдона» принял решение завершить профессиональные выступления. Этот год - последний в моей карьере в силу разных факторов и обстоятельств. На протяжении последних лет было очень много травм, которые сыграли определяющую роль. Но жизнь продолжается, я хочу остаться в спорте, есть несколько задумок. Посмотрим, во что это выльется. Спорт - это моя жизнь. Я понимаю, что не стоит бросать, так что постараюсь по максимуму передавать свой опыт тем, кому это нужно".Игорь Андреев

### 2013—наст.вр.
После завершения карьеры Андреев начал тренерскую деятельность: в 2013 году работал с Евгением Донским, в 2017 — с Юлией Путинцевой. В 2018 году начал тренировать женскую сборную России в рамках Кубка Федераций.

## Личная жизнь
Андреев находился в отношениях с российской теннисисткой, Марией Кириленко, в течение нескольких лет, они расстались в 2011 году.

## Рейтинг на конец года
| Год  | Одиночный рейтинг | Парный рейтинг |
| 2013 | 1006              |                |
| 2012 | 110               |                |
| 2011 | 115               | 173            |
| 2010 | 79                | 177            |
| 2009 | 35                | 241            |
| 2008 | 19                | 223            |
| 2007 | 33                | 350            |
| 2006 | 91                | 201            |
| 2005 | 26                | 67             |
| 2004 | 50                | 86             |
| 2003 | 88                | 176            |
| 2002 | 288               | 551            |
| 2001 | 989T              | 1164T          |

## Выступления на турнирах

### Финалы турнировATPв одиночном разряде (9)

#### Победы (3)
| №  | Дата            | Турнир            | Покрытие | Соперник в финале | Счёт           |
| 1. | 10 апреля 2005  | Валенсия, Испания | Грунт    | Давид Феррер      | 6-3 5-7 6-3    |
| 2. | 2 октября 2005  | Палермо, Италия   | Грунт    | Филиппо Воландри  | 0-6 6-1 6-3    |
| 3. | 16 октября 2005 | Москва, Россия    | Ковёр(i) | Николас Кифер     | 5-7 7-6(3) 6-2 |

#### Поражения (6)
| №  | Дата             | Турнир                | Покрытие | Соперник в финале | Счёт            |
| 1. | 11 июля 2004     | Гштад, Швейцария      | Грунт    | Роджер Федерер    | 2-6 3-6 7-5 3-6 |
| 2. | 19 сентября 2004 | Бухарест, Румыния     | Грунт    | Хосе Акасусо      | 3-6 0-6         |
| 3. | 18 сентября 2005 | Бухарест, Румыния (2) | Грунт    | Флоран Серра      | 3-6 4-6         |
| 4. | 14 января 2006   | Сидней, Австралия     | Хард     | Джеймс Блейк      | 2-6 6-3 6-7(3)  |
| 5. | 13 июля 2008     | Гштад, Швейцария (2)  | Грунт    | Виктор Ханеску    | 3-6 4-6         |
| 6. | 20 июля 2008     | Умаг, Хорватия        | Грунт    | Фернандо Вердаско | 6-3 4-6 6-7(4)  |

### Финалы челленджеров и фьючерсов в одиночном разряде (15)

#### Победы (5)
| Условные обозначения |
| Челленджеры (0+3)    |
| Фьючерсы (5+5)       |

| Титулы по покрытиям | Титулы по месту проведения матчей турнира |
| ------------------- | ----------------------------------------- |
| Хард (0+2)          | Зал (0+1)                                 |
| Грунт (5+6)         | Зал (0+1)                                 |
| Трава (0)           | Открытый воздух (5+1)                     |
| Ковёр (0)           | Открытый воздух (5+1)                     |

| №  | Дата            | Турнир              | Покрытие | Соперник в финале | Счёт        |
| 1. | 19 мая 2002     | Вик, Испания        | Грунт    | Серхи Аруми-Ромеу | 3-6 6-3 6-1 |
| 2. | 22 июня 2002    | Вирумяки, Финляндия | Грунт    | Робин Сёдерлинг   | 6-4 7-6(4)  |
| 3. | 7 июля 2002     | Бухарест, Румыния   | Грунт    | Габриэль Морару   | 6-4 1-6 6-1 |
| 4. | 18 августа 2002 | Балашиха, Россия    | Грунт    | Михаил Елгин      | 4-6 6-3 6-3 |
| 5. | 4 мая 2003      | Мишкольц, Венгрия   | Грунт    | Борис Пашански    | 3-6 6-3 6-4 |

#### Поражения (10)
| №   | Дата             | Турнир               | Покрытие | Соперник в финале      | Счёт        |
| 1.  | 26 мая 2002      | Вик, Испания         | Грунт    | Роберто Менендес Ферре | 3-6 4-6     |
| 2.  | 2 июня 2002      | Вик, Испания         | Грунт    | Хулиан Алонсо          | 4-6 3-6     |
| 3.  | 6 апреля 2003    | Рим, Италия          | Грунт    | Томас Тенкони          | 0-6 6-2 0-6 |
| 4.  | 13 апреля 2003   | Фраскати, Италия     | Грунт    | Ксавье Пужо            | 3-6 3-6     |
| 5.  | 20 апреля 2003   | Витербо, Италия      | Грунт    | Стефано Пескосолидо    | 6-7(5) 3-6  |
| 6.  | 22 июня 2003     | Брауншвейг, Германия | Грунт    | Вернер Эшауэр          | 1-6 6-7(2)  |
| 7.  | 20 июля 2003     | Хельсинки, Финляндия | Грунт(i) | Тьерри Асьон           | 6-2 1-6 3-6 |
| 8.  | 27 июля 2003     | Тампере, Финляндия   | Грунт    | Робин Сёдерлинг        | 4-6 1-6     |
| 9.  | 19 сентября 2010 | Щецин, Польша        | Грунт    | Пабло Куэвас           | 1-6 1-6     |
| 10. | 18 марта 2012    | Даллас, США          | Хард     | Фрэнк Данцевич         | 6-7(4) 3-6  |

### Финалы турнировATPв парном разряде (2)

#### Победы (1)
| №  | Дата            | Турнир         | Покрытие | Партнёр           | Соперники в финале           | Счёт        |
| 1. | 17 октября 2004 | Москва, Россия | Ковёр(i) | Николай Давыденко | Махеш Бхупати Йонас Бьоркман | 3-6 6-3 6-4 |

#### Поражения (1)
| №  | Дата            | Турнир         | Покрытие | Партнёр           | Соперники в финале         | Счёт    |
| 1. | 17 октября 2005 | Москва, Россия | Ковёр(i) | Николай Давыденко | Максим Мирный Михаил Южный | 1-5 1-5 |

### Финалы челленджеров и фьючерсов в парном разряде (9)

#### Победы (8)
| №  | Дата           | Турнир                         | Покрытие | Партнёр             | Соперники в финале                         | Счёт           |
| 1. | 21 апреля 2002 | Кастельон-де-ла-Плана, Испания | Грунт    | Иван Эскердо-Андреу | Сантьяго Вентура Хуан Хинер                | Без игры       |
| 2. | 12 мая 2002    | Вик, Испания                   | Грунт    | Давид Корс-Парес    | Роберто Менендес Ферре Карлос Рексач-Итоис | 6-7(5) 6-4 7-5 |
| 3. | 19 мая 2002    | Вик, Испания                   | Грунт    | Давид Корс-Парес    | Антонио Балделлоу-Эстева Кентаро Масуда    | Без игры       |
| 4. | 2 июня 2002    | Вик, Испания                   | Грунт    | Давид Корс-Парес    | Брэндон Крамер Жан-Батист Пу-Гатье         | 6-1 6-4        |
| 5. | 20 апреля 2003 | Витербо, Италия                | Грунт    | Гергей Кишдьордь    | Даниэле Джорджини Флавио Чиполла           | 6-2 6-2        |
| 6. | 27 июля 2003   | Тампере, Финляндия             | Грунт    | Дмитрий Власов      | Игнасио Иригойен Николас Тодеро            | 7-6(4) 6-1     |
| 7. | 21 марта 2004  | Бока-Ратон, США                | Хард     | Дмитрий Турсунов    | Кеннет Карлсен Томас Энквист               | 6-3 6-7(3) 7-5 |
| 8. | 13 ноября 2011 | Женева, Швейцария              | Хард(i)  | Евгений Донской     | Джеймс Серретани Адиль Шамасдин            | 7-6(1) 7-6(2)  |

#### Поражения (1)
| №  | Дата           | Турнир                | Покрытие | Партнёр                 | Соперники в финале                    | Счёт        |
| 1. | 26 января 2003 | Кала-Ратхада, Испания | Грунт    | Франсиско Фогес-Доменек | Артемон Апосту-Ефремов Йонуц Молдован | 6-2 4-6 5-7 |

### Финалы командных турниров (2)

#### Поражения (2)
| №  | Год  | Турнир               | Команда                                                | Соперник в финале                                | Счёт |
| 1. | 2007 | Кубок Дэвиса         | Россия И. Андреев, Н. Давыденко, Д. Турсунов, М. Южный | США Д. Блейк, Б. Брайан, М. Брайан, Э. Роддик    | 1-4  |
| 2. | 2008 | Командный Кубок мира | Россия · И. Андреев, Д. Турсунов, М. Южный             | Швеция · Р. Линдстедт, Р. Сёдерлинг, Т. Юханссон | 1-2  |

## История выступлений на турнирах
| Турниры Большого шлема |               |               |               |               |               |                         |                         |                         |                         |                         |        |         |
| Australian Open        | 1Р            | 2Р            | 3Р            | 1Р            | 3Р            | 3Р                      | 1Р                      | 2Р                      | -                       | -                       | 0 / 8  | 8-8     |
| Roland Garros          | 4Р            | 3Р            | -             | 1/4           | 2Р            | 3Р                      | -                       | 2Р                      | 1Р                      | -                       | 0 / 7  | 13-7    |
| Уимблдон               | 2Р            | 3Р            | -             | 1Р            | 2Р            | 4Р                      | 1Р                      | 2Р                      | 2Р                      | 1Р                      | 0 / 9  | 9-9     |
| US Open                | 1Р            | 2Р            | -             | 2Р            | 4Р            | 1Р                      | 2Р                      | 1Р                      | 1Р                      | -                       | 0 / 8  | 6-8     |
| Итог                   | 0 / 4         | 0 / 4         | 0 / 1         | 0 / 4         | 0 / 4         | 0 / 4                   | 0 / 3                   | 0 / 4                   | 0 / 3                   | 0 / 1                   | 0 / 32 |         |
| В/П в сезоне           | 4-4           | 6-4           | 2-1           | 5-4           | 7-4           | 7-4                     | 1-3                     | 3-4                     | 1-3                     | 0-1                     |        | 36-32   |
| Олимпийские игры       |               |               |               |               |               |                         |                         |                         |                         |                         |        |         |
| Олимпиада              | 3Р            | Не проводился | Не проводился | Не проводился | 3Р            | Не проводился           | Не проводился           | Не проводился           | -                       | НП                      | 0 / 2  | 4-2     |
| Турниры ATP Masters    |               |               |               |               |               |                         |                         |                         |                         |                         |        |         |
| Индиан-Уэллc           | 1Р            | 1Р            | 1/4           | -             | 2Р            | 4Р                      | 2Р                      | 2Р                      | -                       | -                       | 0 / 7  | 6-7     |
| Майами                 | 1Р            | 3Р            | 3Р            | 1Р            | 1/4           | 3Р                      | 2Р                      | 2Р                      | -                       | -                       | 0 / 8  | 9-8     |
| Монте-Карло            | 1Р            | 1Р            | 1Р            | 3Р            | 1/4           | 1Р                      | 2Р                      | -                       | -                       | -                       | 0 / 7  | 6-7     |
| Гамбург                | -             | 1Р            | -             | 3Р            | 1Р            | Не турнир серии Masters | Не турнир серии Masters | Не турнир серии Masters | Не турнир серии Masters | Не турнир серии Masters | 0 / 3  | 2-3     |
| Мадрид                 | -             | -             | -             | 1Р            | 1Р            | -                       | 1Р                      | -                       | 2Р                      | -                       | 0 / 4  | 1-4     |
| Рим                    | 1Р            | 1Р            | -             | 2Р            | 3Р            | 1Р                      | 1Р                      | 2Р                      | -                       | -                       | 0 / 7  | 4-7     |
| Торонто / Монреаль     | 2Р            | 1Р            | -             | -             | 3Р            | 2Р                      | -                       | -                       | -                       | -                       | 0 / 4  | 4-4     |
| Цинциннати             | -             | 1Р            | -             | -             | 3Р            | 2Р                      | -                       | -                       | -                       | -                       | 0 / 3  | 3-3     |
| Шанхай (с 2009)        | Не проводился | Не проводился | Не проводился | Не проводился | Не проводился | 1Р                      | -                       | -                       | -                       | -                       | 0 / 1  | 5-1     |
| Париж                  | -             | -             | 2Р            | -             | 2Р            | -                       | -                       | -                       | -                       | -                       | 0 / 2  | 2-2     |
| Статистика за карьеру  |               |               |               |               |               |                         |                         |                         |                         |                         |        |         |
| Проведено финалов      | 2             | 4             | 1             | 0             | 2             | 0                       | 0                       | 0                       | 0                       | 0                       |        | 9       |
| Выиграно турниров АТП  | 0             | 3             | 0             | 0             | 0             | 0                       | 0                       | 0                       | 0                       | 0                       |        | 3       |
| В/П: всего             | 28-28         | 38-30         | 14-13         | 36-27         | 43-32         | 28-32                   | 17-19                   | 17-28                   | 12-17                   | 0-1                     |        | 237-231 |
| Σ % побед              | 50 %          | 56 %          | 52 %          | 57 %          | 57 %          | 47 %                    | 47 %                    | 38 %                    | 41 %                    | 0 %                     |        | 51 %    |